# Bahnradsport-Weltmeisterschaften 1996
Die Bahnradsport-Weltmeisterschaften 1996 fanden vom 28. August bis 1. September 1996 im Manchester Velodrome statt. Auf dem Programm standen zwölf Disziplinen, acht für Männer, vier für Frauen. An drei von fünf Tagen war das 3300 Zuschauer fassende Velodrom ausverkauft, und die Zuschauer sorgten „für eine tolle Atmosphäre“.
Diese Weltmeisterschaften waren die letzten, an denen der siebenfache deutsche Weltmeister Michael Hübner teilnahm. Er krönte seine mehr als 20-jährige Laufbahn mit dem Gewinn einer Silbermedaille im Teamsprint.

## Resultate Frauen
| Disziplin                | Platz | Land               | Athlet                | Zeit                  |
| ------------------------ | ----- | ------------------ | --------------------- | --------------------- |
| Sprint                   | 1     | Frankreich         | Felicia Ballanger     | 11,959 (1) 12,225 (2) |
|                          | 2     | Deutschland        | Annett Neumann        |                       |
|                          | 3     | Frankreich         | Magali Faure          | 12,112 (1) 12,246 (2) |
| Zeitfahren (500 m)       | 1     | Frankreich         | Felicia Ballanger     | 34,829                |
|                          | 2     | Deutschland        | Annett Neumann        | 35,202                |
|                          | 3     | Australien         | Michelle Ferris       | 35,694                |
| Einerverfolgung (3000 m) | 1     | Frankreich         | Marion Clignet        | 3.31,023              |
|                          | 2     | Australien         | Lucy Tyler-Sharman    | 3.36,411              |
|                          | 3     | Italien            | Antonella Bellutti    |                       |
| Punktefahren             | 1     | Russland           | Swetlana Samochwalowa | 28 P.                 |
|                          | 2     | Vereinigte Staaten | Jane Quigley          | 18 P.                 |
|                          | 3     | Russland           | Gulnara Fatkulina     | 19 P.                 |

## Resultate Männer
| Disziplin                      | Platz | Land                   | Athlet                                                           | Zeit                  |
| ------------------------------ | ----- | ---------------------- | ---------------------------------------------------------------- | --------------------- |
| Sprint                         | 1     | Frankreich             | Florian Rousseau                                                 | 10,790 (1) 10,820 (2) |
|                                | 2     | Vereinigte Staaten     | Marty Nothstein                                                  |                       |
|                                | 3     | Australien             | Darryn Hill                                                      | 10,958 (1) 11,081 (2) |
| Zeitfahren (1000 m)            | 1     | Australien             | Shane Kelly                                                      | 1:02:777              |
|                                | 2     | Deutschland            | Sören Lausberg                                                   | 1:02:795              |
|                                | 3     | Deutschland            | Jan van Eijden                                                   | 1:04:541              |
| Keirin                         | 1     | Vereinigte Staaten     | Marty Nothstein                                                  |                       |
|                                | 2     | Australien             | Gary Neiwand                                                     |                       |
|                                | 3     | Frankreich             | Frédéric Magné                                                   |                       |
| Olympischer Sprint             | 1     | Australien             | Darryn Hill/Gary Neiwand/Shane Kelly                             | 44,804                |
|                                | 2     | Deutschland            | Sören Lausberg/Jens Fiedler/Michael Hübner                       | 45,455                |
|                                | 3     | Frankreich             | Laurent Gané/Florian Rousseau/Hervé Thuet                        | 46,268                |
| Einerverfolgung (4000 m)       | 1     | Vereinigtes Konigreich | Chris Boardman                                                   | 4.11,114              |
|                                | 2     | Italien                | Andrea Collinelli                                                | 4.20,341              |
|                                | 3     | Frankreich             | Francis Moreau                                                   |                       |
| Mannschaftsverfolgung (4000 m) | 1     | Italien                | Adler Capelli/Cristiano Citton/ Andrea Collinelli/Mauro Trentini | 4.02,752              |
|                                | 2     | Frankreich             | Cyril Bos/Philippe Ermenault/ Jean-Michel Monin/Francis Moreau   | 4.05,436              |
|                                | 3     | Deutschland            | Guido Fulst/Danilo Hondo/ Thorsten Rund/Heiko Szonn              | 4.05,463              |
| Punktefahren (50 km)           | 1     | Spanien                | Juan Llaneras                                                    | 29 P.                 |
|                                | 2     | Danemark               | Michael Sandstød                                                 | 29. P.                |
|                                | 3     | Italien                | Silvio Martinello                                                | + 1 Runde/45 P.       |
| Zweier-Mannschaftsfahren       | 1     | Italien                | Silvio Martinello/Marco Villa                                    | 34 P.                 |
|                                | 2     | Australien             | Scott McGrory/Stephen Pate                                       | 25 P.                 |
|                                | 3     | Deutschland            | Andreas Kappes/Carsten Wolf                                      | 23 P.                 |

## Medaillenspiegel
| Rang | Land               | Gold | Silber | Bronze | Gesamt |
| ---- | ------------------ | ---- | ------ | ------ | ------ |
| 1    | Frankreich         | 4    | 1      | 4      | 9      |
| 2    | Australien         | 2    | 3      | 2      | 7      |
| 3    | Italien            | 2    | 1      | 2      | 5      |
| 4    | Vereinigte Staaten | 1    | 2      |        | 3      |
| 5    | Russland           | 1    |        | 1      | 2      |
| 6    | Spanien            | 1    |        |        | 1      |
| 6    | Großbritannien     | 1    |        |        | 1      |
| 8    | Deutschland        |      | 4      | 3      | 7      |
| 9    | Dänemark           |      | 1      |        | 1      |